# Guillermo Stábile
Guillermo Stábile (Buenos Aires, 17 de janeiro de 1906 — 26 de dezembro de 1966) foi um futebolista e treinador argentino. 
Stábile celebrizou-se como o artilheiro da primeira Copa do Mundo, onde foi vice-campeão. Era conhecido como Filtrador ("Infiltrador") por sua jogada característica: passar pelo meio da zaga adversária em seus ataques rumo ao gol.
Também foi um vitorioso e longevo treinador da Seleção Argentina, ficando mais de duas décadas no cargo, sendo quem por mais tempo treinou a Albiceleste.

## Carreira em clubes

### Huracán
Stábile nasceu no bairro portenho de Parque Patricios, e foi no clube local, o Huracán, que ele iniciou em 1924 a carreira. O Globo, na época, era um dos principais times da liga profissional, a Asociación Argentina de Football, disputando acirradamente os títulos do campeonato dela com o Boca Juniors.
Cedo logo mostrou-se decisivo: no campeonato de 1925 da AAF, fez parte da campanha de 18 vitórias, 2 empates e apenas 1 derrota do time, o que demandou uma final com o Nueva Chicago, com a qual terminara empatado. Stábile marcou o gol de empate, que consternou os atletas da equipe de Mataderos, que minutos mais tarde abandonariam o gramado. Pela desistência, o Huracán conquistou ali o seu terceiro título argentino.
No mesmo 1925, conquistaria a Copa Dr. Carlos Ibarguren. Em 1927, a disputa se torna mais forte com a fusão da AAF com a Asociación Amateurs de Football  e no ano seguinte, veio novo título argentino para Stábile e os quemeros, com um ponto de diferença para o grande rival da equipe na época - o Boca Juniors.

### Exterior
Após consagrar-se na Copa do Mundo de 1930, chamou a atenção da Itália, terra de seus pais, sendo disputado por Genoa e Juventus. Stábile preferiu o clube genovês, na época o maior do país: o Genoa ainda é considerado o time que aperfeiçoou a forma de jogar no país, e fora o pioneiro, ainda no século XIX, a não apenas jogar amistosos fora da Itália, mas também a possuir categorias de base, além de ter sido também o primeiro time italiano a implantar o profissionalismo (já em 1912). Os rossoblù eram justamente os maiores vencedor do futebol italiano na época, com nove conquistas, enquanto a Juventus tinha apenas um título.[carece de fontes?] Stábile foi recebido com grande festa popular em sua chegada, em novembro, correspondendo ao carinho com uma estreia das mais espetaculares, marcando três vezes em trinta minutos contra o Bologna.
Sua escolha, porém, acabaria não lhe trazendo sorte a longo prazo: em uma época em que era bem mais difícil recuperar-se de lesões, Stábile fraturou duas vezes o mesmo perônio. No tempo em que ficou parado, chegou até a trabalhar como assistente técnico do time. Em quatro anos, jogaria apenas 41 vezes pelos rossoblù e ainda veria justamente a Juventus emendar títulos na Serie A em todos eles. Para completar, na última dessas temporadas, o Genoa caiu. O Filtrador passou a temporada 1934/35 como jogador do Napoli, sem conseguir bom desempenho, e vendo novamente a Juve campeã (totalizando cinco títulos seguidos entre 1931 e 1935). O argentino voltou ao Genoa na temporada seguinte, com o clube de volta à elite, mas jogou apenas uma partida.
Desgastado com o futebol italiano, Stábile rumou em 1937 para a França. Foi jogar na equipe fundada por Jules Rimet, o Red Star Paris, atuando como jogador e treinador. Na primeira temporada - 1937/38, experimentou novamente o rebaixamento, mas reconduziu o clube parisiense à elite imediatamente, faturando a Ligue 2 de 1938/39. A Segunda Guerra Mundial irromperia pouco depois e Stábile então regressou à Argentina natal, aposentado dos gramados.

## Carreira na Seleção
Embora tenha sido convocado já em 1926, Stábile só efetivamente jogaria pela Argentina em 1930. Foram quatro partidas, todas elas pela Copa do Mundo de 1930. Ele, inicialmente, seria apenas um reserva, sendo escalado a partir do segundo jogo por conta de uma crise nervosa do titular Roberto Cherro. Meses antes de sua grande estreia pelo Genoa, faria também três gols em seu debute com a Albiceleste, na vitória por 6 a 3 sobre o México, os dois primeiros ainda antes dos 20 minutos de jogo.
Argentina e Chile então enfrentaram-se na última rodada da fase de grupos para decidir quem iria às semifinais. Os vizinhos foram derrotados por 3 a 1, com Stábile marcando os dois primeiros gols da partida — em um espaço de dois minutos entre eles. Outros dois viriam nas semifinais, em um implacável 6 a 1 sobre os Estados Unidos. A final seria contra o anfitrião e rival Uruguai, que dois anos antes levara a melhor contra os argentinos na final olímpica de 1928. 
O primeiro tempo encerrou-se com parcial vitória argentina por 2 a 1, com o segundo gol sendo marcado por ele, no melhor estilo Filtrador: o colega Luis Monti lançou a bola do meio de campo em direção à área uruguaia, e Stábile, correndo mais que os zagueiros, antecipou-se ainda a José Leandro Andrade e conseguiu tocar a bola no meio do gol na saída do goleiro Enrique Ballesteros. Porém, na segunda etapa, a Celeste, utilizando a sua bola preferida, mais pesada (por decisão dos organizadoras, em cada tempo seria utilizada a bola mais usada em cada país; a dos argentinos, usada no primeiro tempo, era mais leve), virou a partida para 4 a 2 e conquistou a primeira Copa. 
Stábile deixou o Uruguai com oito gols em quatro partidas, média de dois por jogo. Com sua ida para a Itália, acabou não jogando mais por seu país. Como legítimo oriundo, talvez fosse utilizado pela Seleção Italiana - que aproveitou-se de dois de seus colegas da Copa, Luis Monti e Attilio Demaría, além de outros argentinos -, mas as graves lesões acabaram não lhe cogitando para a Azzurra.

## Como técnico

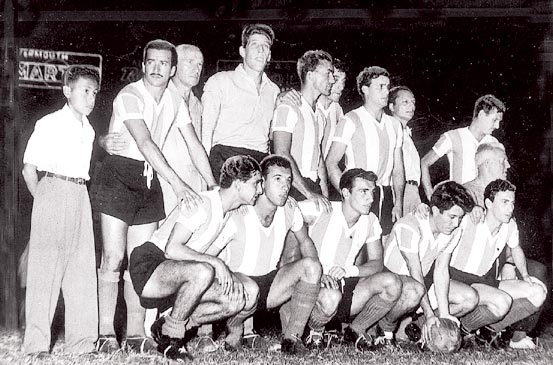
A Seleção Argentina campeã do Sul-Americano de 1957. Stábile, grisalho, é o terceiro a aparecer em pé na foto, da esquerda para a direita.

Suas primeiras experiências ocorreram quando ainda era jogador. No Genoa, chegou a ser assistente técnico enquanto recuperava-se de uma das lesões. No Red Star Paris, acumulou as funções de jogador e treinador. Deixou o clube francês em 1939 e no mesmo ano, de volta à Argentina, assumiu pela primeira vez com exclusividade o cargo, e logo na Seleção Argentina. 
Além da Albiceleste, em 1939 começou a treinar também o San Lorenzo, curiosamente o rival histórico do Huracán. Para sua própria ex-equipe iria dois anos depois, após passar pelo Estudiantes de La Plata, enquanto treinava também a seleção. Ficou no Huracán até 1949, sem conquistar títulos ali, chegando no máximo a um terceiro lugar em 1942; era o treinador da equipe no período em que Alfredo di Stéfano esteve emprestado nela. Paralelamente, os troféus vinham em série na seleção: foram três títulos em quatro participações no Campeonato Sul-Americano na década, além das Copas Roca já em 1939 e também em 1940. Todavia, a consagração ficaria restrita à América do Sul, uma vez que a Segunda Guerra Mundial impediu a realização prevista de Copas do Mundo para 1942 e 1946.
Em 1949, Stábile foi treinar outro time alviceleste, o Racing. Ficou os onze anos seguintes no clube de Avellaneda, faturando um tricampeonato argentino em 1949, 1950 e 1951. Já a Seleção vivia certo ocaso - no final dos anos 40, os melhores atletas foram embora do país, revoltados com a recusa dos dirigentes em melhorar as condições e remunerações de trabalho. Sabendo do enfraquecimento, o próprio presidente Juan Domingo Perón ordenou que o país sequer disputasse as Eliminatórias para as Copas do Mundo de 1950 e 1954, ficando de fora dos dois mundiais.
A seleção foi "retomada" com os Sul-Americanos de 1955 e 1957, ambos vencidos. No segundo, vencido por 3 a 0 na final contra o Brasil, Stábile lançou um trio de atacantes que fez história: Humberto Maschio, Omar Sívori e Antonio Angelillo. Todavia, os três foram para a Itália, onde chegariam até a defender a Seleção Italiana - os dois primeiros inclusive jogariam por ela na Copa do Mundo de 1962. Como o sindicato dos atletas profissionais argentinos vedava a convocação de jogadores que jogassem no estrangeiro, Stábile teve que disputar as Eliminatórias para a Copa do Mundo de 1958 com um time envelhecido, o que incluía o quarentenário Ángel Labruna. Ainda assim, a classificação veio sem problemas.
Na preparação para a Copa, a Albiceleste de Stábile foi elogiada pela imprensa italiana após vencer por 2 a 0 o Milan em Milão, em amistoso. 28 anos após consagrar-se no Uruguai, o agora técnico Stábile retornou a um mundial de forma desagradável, pois apesar de sair na frente no placar, levou a virada e acabou perdendo na estreia para a Alemanha Ocidental por 3x1. Para o segundo jogo, voltou a usar Labruna - que não jogou contra os alemães - e a Argentina recuperou-se, vencendo de virada a Irlanda do Norte por 3 a 1. Com isso, bastava uma vitória contra a Tchecoslováquia para obter a classificação para as quartas-de-final.
Contra os tchecoslovacos, todavia, o país jogou muito mal. Labruna e outro veterano, Néstor Rossi, mostraram-se lentos, a zaga e o goleiro Amadeo Carrizo falharam seguidamente  e o adversário não temeu em lançar-se ao ataque, sendo escalado com cinco atacantes. A Argentina experimentou a derrota mais elástica de sua história, perdendo por 6 a 1 e dando adeus à Suécia. 
O resultado seria repreendido na volta para casa, com a delegação sendo recebida com uma chuva de moedas e pedras lançadas pelos torcedores, em meio a divulgação de boatos (desmentidos) de falta de empenho nos treinamentos e badalações noturnas. O transtorno abreveria a passagem de Carrizo pela seleção, mas Stábile prosseguiria no comando até 1960, ano em que conquistou seu último título, o Campeonato Pan-Americano. 
Ainda em 1958, a amargura da Copa seria amenizada no Racing, conquistando seu quarto título argentino como treinador da Academia. Stábile deixou o clube também em 1960, tornando-se diretor da Escola Nacional de Treinadores até sua morte, seis anos depois.

## Títulos

### Como jogador
- Campeonato Argentino: 1925 e 1928 (Huracán)
- Copa Dr. Carlos Ibagauren: 1925 (Huracán)
- Campeonato Francês - Segunda Divisão: 1939 (Red Star Paris)

### Como treinador
- Campeonato Francês - Segunda Divisão: 1939 (Red Star Paris)
- Copa Roca: 1939 e 1940 (Seleção Argentina)
- Campeonato Sul-Americano: 1941, 1945, 1946, 1947, 1955, 1957 (Seleção Argentina)
- Campeonato Argentino: 1949, 1950, 1951 e 1958(Racing)
- Campeonato Pan-Americano: 1960 (Seleção Argentina)